# Heinrich Soffel
Pour les articles homonymes, voir Soffel.
Heinrich Christian Soffel, né le 30 octobre 1936 à Pirmasens, est un géophysicien allemand.

## Biographie
Soffel fréquente l'école primaire et secondaire à Hechingen à partir de 1942 et le lycée à Tuttlingen à partir de 1952. Il y réussit l'Abitur en mars 1955. Il étudie les sciences naturelles avec une spécialisation en physique à l'Université Louis-et-Maximilien de Munich. Il devient actif au sein du Corps Vitruvia. En juin 1964, il obtient son doctorat puis est assistant de recherche à l'Institut de géophysique du LMU pendant six ans. En 1965-1966, il est en congé au Département des sciences de la Terre de l'Université Washington de Saint-Louis. En 1968, il termine son habilitation en géophysique à Munich et est nommé maître de conférences en 1970.
Soffel devient professeur adjoint en 1973 et professeur C3 de géophysique au LMU en 1978. Après deux ans comme commissaire, il accède à la chaire de géophysique appliquée en 1985. À cela s'ajoute la direction de l'Observatoire géophysique de Fürstenfeldbruck. Il occupe des postes d'enseignant à l'Université d'Erlangen (1967-1971 et à partir de 1997), à l'Université technique de Berlin (1971/72), à l'ETH Zurich (1973/74) et à l'Université technique de Munich (1974-1994). En 1991, il est nommé membre de la Commission bavaroise pour la mesure de la Terre de l' Académie bavaroise des sciences. Il est impliqué dans la Fondation allemande pour la recherche et dans l'auto-administration universitaire. Il a été vice-doyen en 1973-1974, 1977-1979 et 1992-1994 et doyen en 1974-1977. D'octobre 1994 à mars 1999, il est vice-recteur de la LMU. Il prend sa retraite le 1er avril 2002.